# Vätekarbonat

Vätekarbonatjonen har en trigonal geometri och stabiliseras genom resonans.

Vätekarbonater, eller med ett äldre namn bikarbonater, är salter som innehåller vätekarbonatjonen HCO3−. Jonen uppkommer när koldioxid löses i vatten och står i jämvikt med vätejoner (i form av oxoniumjoner, H3O+), samt kolsyra, H2CO3.
Vätekarbonatjonen är en amfolyt. Den har stor betydelse för människokroppen eftersom det är i form av vätekarbonatjoner som kroppen kan göra sig av med koldioxid, som bildas i cellerna vid cellandning.
Vätekarbonatjonen är också den viktigaste faktorn för den mänskliga kroppens pH-buffert. Kroppens pH ligger ganska konstant vid 7,4 med mindre variationer mellan 7,35 och 7,45. Det är så gott som uteslutande vätekarbonatbuffern som stabiliserar detta pH-värde.
Natriumvätekarbonat NaHCO3 (som ofta kallas bikarbonat) är den mest allmänt kända och använda vätekarbonaten. Bland vätekarbonater kan också nämnas kaliumvätekarbonat, kalciumvätekarbonat och ammoniumvätekarbonat. Vätekarbonater är instabila, och avger lätt koldioxid under uppvärmning. 
Vätekarbonatjoner ingår i sjöars buffertsystem, tillsammans med dess korresponderade syra: kolsyra. Alkalinitet (ett mått på sjöars förmåga att motstå pH-förändringar) utgörs av koncentrationen vätekarbonatjoner i sjövattnet.